# 城巴92線
城巴92線是香港一條已停駛的巴士路線，停駛前來往鴨脷洲和銅鑼灣（邊寧頓街）的循環路線，僅在繁忙時間提供服務。

## 歷史
- 1982年11月16日，配合鴨脷洲人口增長而投入服務，由中華巴士營辦。
- 1993年9月1日，城巴接辦中巴26條路線，92線為其中一條，並加入空調巴士行走。
- 2001年5月21日，改為循環運作，往銅鑼灣方向，離開香港仔隧道後，改經黃泥涌道、摩利臣山道、禮頓道、邊寧頓街，返回怡和街往鴨脷洲邨方向原有路線，不再途經摩頓台。
- 2006年6月11日，往鴨脷洲方向，抵達邊寧頓街後，改經怡和街東行折返禮頓道西行，不再經怡和街及堅拿道巴士專線。
- 2009年7月27日，改為袛於星期一至五上下午繁忙時間服務，星期六及假日不設服務。[1]
- 2012年8月20日，92線永久停駛，被城巴592線由鴨脷洲邨開出的早上繁忙時間特別班次取代。

## 服務時間及班次
以下所有資料均已取消前為準
| 鴨脷洲邨開 | 鴨脷洲邨開                               |
| 日期       | 開出時間                                 |
| ---------- | ---------------------------------------- |
| 星期一至五 | 07:05、07:20、07:35、07:50               |
| 星期一至五 | 08:10、08:30、08:50、09:10、09:30        |
| 星期一至五 | 16:10、16:30、16:50、17:10、17:30、17:50 |
| 星期一至五 | 18:10、18:30、18:50、19:10               |

星期六、日及公眾假期不設服務

## 收費
全程：$4.5
- 過香港仔隧道後往鴨脷洲邨：$3

### 八達通轉乘優惠
- 92往銅鑼灣  → 25A/25C往寶馬山，次程可獲$1折扣優惠，轉乘時限為90分鐘
- 25A/25C往灣仔  → 92往鴨脷洲，次程可獲$1折扣優惠，轉乘時限為90分鐘

## 使用車輛
本線停駛前，行駛於本線的巴士多為富豪奧林比安11/12米（5XX/6XX/9XX/90XX）、猛獅NL262（15XX）或富豪B6LE（13XX）巴士。

## 行車路線
經：鴨脷洲橋道、黃竹坑道、香港仔隧道、黃泥涌道、摩利臣山道、禮頓道、邊寧頓街、怡和街、禮頓道、摩利臣山道、黃泥涌道、香港仔隧道、黃竹坑道及鴨脷洲橋道。

### 沿線車站
| 鴨脷洲邨開 | 鴨脷洲邨開         | 鴨脷洲邨開       |
| 序號       | 車站名稱           | 位置             |
| ---------- | ------------------ | ---------------- |
| 1          | 鴨脷洲邨           | 鴨脷洲邨巴士總站 |
| 2          | 利枝道             | 鴨脷洲橋道       |
| 3          | 鴨脷洲徑           | 鴨脷洲橋道       |
| 4          | 甄沾記大廈         | 黃竹坑道         |
| 5          | 海洋公園道         | 黃竹坑道         |
| 6          | 香港仔隧道收費廣場 | 黃竹坑道         |
| 7          | 禮頓道             | 摩理臣山道       |
| 8          | 勿地臣街           | 禮頓道           |
| 9          | 雲翠大廈           | 禮頓道           |
| 10         | 邊寧頓街           | 邊寧頓街         |
| 11         | 加路連山道         | 禮頓道           |
| 12         | 紀利華木球會       | 禮頓道           |
| 13         | 跑馬地馬場         | 摩理臣山道       |
| 14         | 香港仔隧道收費廣場 | 黃竹坑道         |
| 15         | 香港仔運動場       | 黃竹坑道         |
| 16         | 業興街             | 黃竹坑道         |
| 17         | 勝利工廠大廈       | 黃竹坑道         |
| 18         | 鴨脷洲徑           | 鴨脷洲橋道       |
| 19         | 利枝道             | 鴨脷洲橋道       |
| 20         | 鴨脷洲邨           | 鴨脷洲邨巴士總站 |

## 客量
本線開辦之初是鴨脷洲的主要路線，在1990年代中之前，因為鴨脷洲巴士對外線不多，該區居民如前往港島及九龍其他地方，需要乘搭本路線前往銅鑼灣站轉乘地鐵前往，因此當時的客量維持在極高水平。
由於當時中巴和城巴競爭激烈，加上海怡半島剛剛入伙，中巴於1992年3月1日開辦了592線。雖然當時592線需要繞經利東邨，但592線以全空調服務，引致本線的部分乘客開始流向592線。此外，中巴於1994年11月28日開辦99線，繞經利東邨，行經禮頓道，592線改為只於深夜時間繞經利東邨，令鴨脷洲邨居民流向592線的情況加劇。當時中巴大獲全勝，城巴的92線及96線客量不斷下降。
而城巴於1995年接辦592線後，收費與92線繼續拉近，本線客量的流失情況更為加劇。其後於2001年運輸署在怡和街實施巴士配額限制，92線往銅鑼灣方向改經禮頓道，並不途徑原來路線最多人的軒尼詩道及怡和街，客源更少。2006年，92線往鴨脷洲方向也改經禮頓道，本線開始派出單層巴士行駛，顯示本線客量已所剩無幾。最近，本線於2009年7月27日改為祇於星期一至五上下午繁忙時間服務。
2009年初，有人曾经向城巴提意把92及592合併，但遭到城巴反對。但由於客量已經所剩無幾，故此由2012年8月20日起，本線取消，由592線的特別班次取代，而最後服務日為2012年8月17日。

## 外部連結
- 官方網站路線資料 （页面存档备份，存于）